# Харів Ірина Мирославівна
Ірина Мирославівна Харів (нар. 22 жовтня 1989, Калуш) —  українська борчиня вільного стилю, бронзова призерка чемпіонату світу, срібна призерка чемпіонату Європи, бронзова призерка Кубку світу.

## Біографія
Боротьбою займається з 1999 року. Вихованка Калуської СДЮШОР. Спортсменка ШВСМ, представляє УФВіС МОН. Була срібною (2007) та бронзовою (2008) призеркою чемпіонатів Європи серед юніорів. Срібна призерка чемпіонату Європи 2006 року серед кадетів.
Закінчила Інститут міжнародних відносин та лінгвістики імені Аверроеса заочної форми навчання.
У 2014 вийшла заміж за Чихрадзе Давид Ревазович

## Виступи на Чемпіонатах світу
| Змагання                        | Збірна  | Вагова категорія | Місце  |
| ------------------------------- | ------- | ---------------- | ------ |
| Чемпіонат світу з боротьби 2010 | Україна | 55 кг            | 19     |
| Чемпіонат світу з боротьби 2012 | Україна | 59 кг            | 11     |
| Чемпіонат світу з боротьби 2014 | Україна | 55 кг            | Бронза |
| Чемпіонат світу з боротьби 2017 | Україна | 58 кг            | 8      |
| Чемпіонат світу з боротьби 2018 | Україна | 57 кг            | 14     |

## Виступи на Чемпіонатах Європи
| Змагання                         | Збірна  | Вагова категорія | Місце  |
| -------------------------------- | ------- | ---------------- | ------ |
| Чемпіонат Європи з боротьби 2009 | Україна | 59 кг            | Срібло |
| Чемпіонат Європи з боротьби 2011 | Україна | 55 кг            | 8      |

## Виступи на Кубках світу
| Змагання                    | Збірна  | Вагова категорія | Місце  |
| --------------------------- | ------- | ---------------- | ------ |
| Кубок світу з боротьби 2010 | Україна | 55 кг            | Бронза |

## Виступи на інших змаганнях
| Змагання                                             | Збірна  | Вагова категорія | Місце  |
| ---------------------------------------------------- | ------- | ---------------- | ------ |
| Золотий Гран-прі з боротьби 2009                     | Україна | 59 кг            | 8      |
| Чемпіонат світу з боротьби серед студентів 2010      | Україна | 55 кг            | Срібло |
| Золотий Гран-прі з боротьби 2011                     | Україна | 55 кг            | Бронза |
| Турнір Олександра Медведя 2011                       | Україна | 55 кг            | Золото |
| Київський Міжнародний турнір з вільної боротьби 2012 | Україна | 55 кг            | 10     |
| Відкритий чемпіонат Польщі з боротьби 2012           | Україна | 59 кг            | 7      |
| Вогні Москви 2012                                    | Україна | 59 кг            | Золото |
| Чемпіонат світу з боротьби серед студентів 2010      | Україна | 55 кг            | Срібло |
| Київський Міжнародний турнір з вільної боротьби 2013 | Україна | 55 кг            | 12     |